# Канента
Канента (лат. Canens; Певчая) — персонаж римской мифологии. Дочь Януса и Венилии, родилась на Палатине. Отличалась красотой и искусством пения. С помощью песни она могла двигать скалы, усмирять зверей и останавливать течение реки. Была женой Пика, бога лесов и полей. Последний, ради жены, отвергнул любовь чародейки Кирки и был превращён ею в дятла. Не дождавшись мужа, Канента отправилась на поиски. После безуспешных шести дней и ночей она остановилась на берегу Тибра. Там Канента запела предсмертную песню, во время которой она растворилась в воздухе. Место где пела нимфа называлось Певчим.